# Victoria et le Vaurien
 (mai 2021).
Si vous disposez d'ouvrages ou d'articles de référence ou si vous connaissez des sites web de qualité traitant du thème abordé ici, merci de compléter l'article en donnant les références utiles à sa vérifiabilité et en les liant à la section « Notes et références ».
Victoria et le Vaurien est un livre écrit par Meg Cabot en 2007. 

## Résumé
Le roman relate l'aventure d'une jeune femme nommée Lady Victoria Arbuthnot qui a passé son enfance a Jaipur en Inde et qui doit ensuite rentrer en Angleterre pour y trouver un mari.
Au cours de la traversée celle-ci rencontre le capitaine Jacob Carstairs, un homme qui l'importune au plus haut point et Lord Malfrey qui serait, d’après elle, l'époux idéal.
À la fin du livre elle découvrira que l'homme qu'elle aime vraiment a toujours été à ses côtés.

### Personnages

#### Personnages principaux
- Victoria
- Jacob Castair
- Lord Malfrey

#### Personnages secondaires
- Rebecca ou Becky, la cousine de Victoria
- Béatrice Gardiner, la tante de Victoria
- Walter Gardiner, l'oncle de Victoria
- Mme White
- Mme Castair, la mère de Jacob Castair
- Mme Rothschild, la mère de lord Malfrey
- Charles Abbot, le prétendant richissime de Rebecca
- Clara, la petite cousine de Victoria
- Peter, le garçon des rues